# Peperomia pilulifera
Peperomia pilulifera är en pepparväxtart som beskrevs av William Trelease. Peperomia pilulifera ingår i släktet peperomior, och familjen pepparväxter. Inga underarter finns listade i Catalogue of Life.